# Phlyctorhiza endogena
Phlyctorhiza endogena är en svampart som beskrevs av A.M. Hanson 1946. Phlyctorhiza endogena ingår i släktet Phlyctorhiza och familjen Chytridiaceae.   Inga underarter finns listade i Catalogue of Life.